# Walter Felicetti-Liebenfels
Walter Felicetti von Liebenfels, in späteren Jahren nur Liebenfels oder Liebenfelß, manchmal auch Walter Felicetti-Liebenfels (* 17. Februar 1899 in Triest, Österreich-Ungarn; † 17. Dezember 2000 in Graz) war ein österreichischer Kunsthistoriker. Er ist der Enkel des Historikers Moritz Felicetti von Liebenfelss. Sein Sohn ist der Schauspieler Jörg von Liebenfelß.
Walter Felicetti von Liebenfels studierte Kunstgeschichte und Archäologie an der Universität Graz, wo er 1924 im Alter von 25 Jahren zum Dr. phil. promovierte. Er arbeitete in der Sozialversicherung und betrieb seine Forschungen als Privatgelehrter. 1975 wurde ihm der Titularprofessor verliehen.

## Publikationen
- Die mittelalterliche Grabplastik in Steiermark und Kärnten bis zum Ausgange der Gotik. 1924 (Dissertation).
- Geschichte der byzantinischen Ikonenmalerei. Von ihren Anfängen bis zum Ausklange unter Berücksichtigung der Maniera Greca und der italo-byzantinischen Schule. Olten, Lausanne 1956.
- Geschichte der russischen Ikonenmalerei in Grundzügen dargestellt. Graz 1972.

| Personendaten    | Personendaten                          |
| ---------------- | -------------------------------------- |
| NAME             | Felicetti-Liebenfels, Walter           |
| ALTERNATIVNAMEN  | Liebenfels, Walter; Liebenfelß, Walter |
| KURZBESCHREIBUNG | österreichischer Kunsthistoriker       |
| GEBURTSDATUM     | 17. Februar 1899                       |
| GEBURTSORT       | Triest                                 |
| STERBEDATUM      | 17. Dezember 2000                      |
| STERBEORT        | Graz                                   |